# Jack Seward
Jack Seward, född 1924, var en amerikansk militärtolk under Stillahavskriget, författare och Japan-kännare.

## Tidiga år
Seward växte upp i Dallas och efter examen från Woodrow Wilson High School 1941, började han på University of Oklahoma. Under tiden som han då tillbringade flera somrar med sin far på en ranch i Oklahoma, yppade sig ett tillfälle för framtiden i form av två japanska medarbetare, som började lära honom lite av japanska språket. Vid 18 års ålder tog han frivilligt värvning i U.S. Army, där man tog notis om hans kunskaper i japanska.  Stillahavskriget var igång och armén satte honom på en särskild utbildningsenhet för militär underrättelse kring Japan vid University of Michigan, Ann Arbor, där han två år senare examinerades som klass-tvåa.

## I Japan
Seward hamnade i General Douglas MacArthur’s stabskommando under ockupationen av Japan, vilket blev början på 25 års vistelse i Japan.  Efter hans tid i  armén, anlitades han av U.S. Central Intelligence Agency som del i deras Asienoperationer, innan han flyttade till den privata sektorn. Där kom han att arbeta i Tokyo som Fjärran östern representant för ett flertal amerikanska företag.
Han blev en mycket anlitad japankonsult och flitig författare med tonvikt på japanfrågor, och flera av hans 45 böcker på japanska och engelska är fortfarande aktuella.

## Ärebetygelser
Heliga skattens orden, 1986